# Andrea Sixtos
Andrea Geraldine Sixtos (* 2. Mai 1990 in Alameda County Kalifornien) ist eine US-amerikanische Schauspielerin in Film und Fernsehen.

## Leben und Karriere
Andrea Sixtos wurde in Alameda County, Kalifornien geboren und ist eine US-amerikanische Schauspielerin mit mexikanischen Wurzeln. Sie ist die Schwester der Schauspielerinnen Alicia Sixtos, Casandra Sixtos und Veronica Sixtos.
Andrea Sixtos begann ihre Schauspielkarriere Mitte der 2000er-Jahre
Bekannt wurde Sixtos durch ihre Rolle, als Zoe Ramirez in der Serie Arrow (2018–2020). Ihre Figur ist die erwachsene Version der Tochter von Rene Ramirez (Wild Dog) in der Zukunftszeitlinie der Serie.
Weitere Auftritte hatte sie in East Los High (2014–2017): In der Hulu-Serie spielte sie Jocelyn Reyes in 30 Episoden – eine ihrer bekanntesten Rollen.
In The Amazing Spider-Man hatte sie eine kleine Rolle als Sharisse.
Weitere Auftritte in Serien wie Colony, Supernatural, The Cleaner, Saving Grace und I Think You Should Leave with Tim Robinson.

## Filmografie (Auswahl)
- 2006: Quinceañera
- 2006: Neds ultimativer Schulwahnsinn (Fernsehserie, 1 Folge)
- 2007: She Wore a Yellow Scrunchy (Kurzfilm)
- 2007: In Between (Kurzfilm)
- 2009: The Cleaner (Fernsehserie, 1 Folge)
- 2010: Saving Grace (Fernsehserie, 1 Folge)
- 2011: Rendezvous (Kurzfilm)
- 2012: Sunset Stories
- 2012: The Amazing Spider-Man
- 2014–2017: East Los High (Fernsehserie, 30 Folgen)
- 2015: There Is Another Sky
- 2016: Colony (Fernsehserie, 1 Folge)
- 2016: Dead Bullet
- 2017: The SweetSpot (Kurzfilm)
- 2018: Greatnees Within
- 2018–2020: Arrow (Fernsehserie, 13 Folgen)[3]
- 2019: Honey Moon (Kurzfilm)
- 2019: Idyll (Kurzfilm)
- 2021: Blue Call
- 2021: I Think You Should Leave with Tim Robinson